# Chingia paucipaleata
Chingia paucipaleata är en kärrbräkenväxtart som beskrevs av Holtt. Chingia paucipaleata ingår i släktet Chingia och familjen Thelypteridaceae. Inga underarter finns listade.